# 코렐 페인터 에센셜
코렐 페인터 에센셜(Corel Painter Essentials)은 코렐에서 제작한 홈 소프트웨어 스튜디오이다.

## 기능

### 작업 공간
코렐 페인터 에센셜은 언제든지 서로 전환할 수 있는 2가지 작업 공간을 제공한다.
그리기 및 작업 공간은 낙서, 스케치 또는 처음부터 그리기 작업을 하는데 사용된다.
그림 채색 작업 공간은 그림에서 회화를 표현하는데 사용된다. 이 작업 공간에는 클릭 한 번으로 그림에서 다양한 형식의 그림을 만들수있다. 또는 원본 그림의 해당 위치에서 색상을 자동으로 선택하는 프로그램으로 손으로 채색할 수 있다.

### 도구
페인터 에센셜은 연필, 펜, 목탄, 파스텔, 분필 및 다양한 블렌더와 함께 유화, 아크릴, 수채화, 구아슈 및 수묵화를 포함한 다양한 브러시와 매체를 제공한다. 다양한 용지 질감이나 캔버스를 선택하여 용지와 함께 사용할 수 있다.
색상은 색상/채도/값에 따라 조정된 전통적인 페인트 색상 세트에서 선택하거나 전통 팔레트를 모방한 혼합 색상표에서 혼합할 수 있다.
그리기나 채색 중에 페이지를 자유롭게 회전할 수 있다.
이 프로그램은 또한 레이어 및 필터를 포함한 표준 이미지 편집 기능을 제공한다.

## 버전
- 코렐 페인터 에센셜 (2003)
- 코렐 페인터 에센셜 2 (2004)
- 코렐 페인터 에센셜 3 (2005)
- 코렐 페인터 에센셜 4 (2007)
- 코렐 페인터 에센셜 5 (2015)
- 코렐 페인터 에센셜 6 (2018)